# Nico Vandenabeele

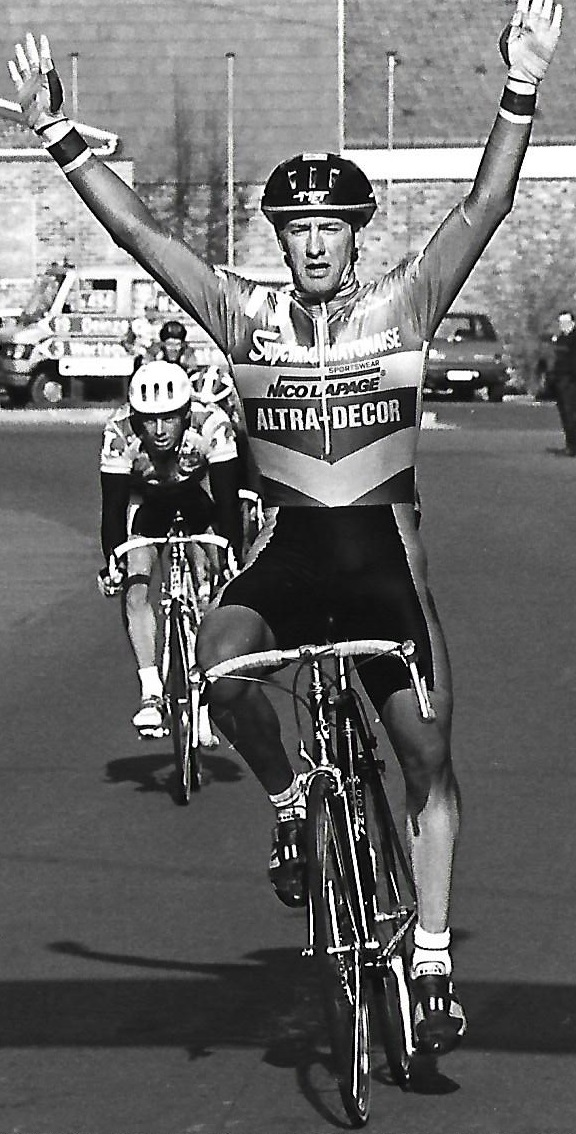

Nico Vandenabeele (Beernem, 26 februari 1967) is een Belgische ex-wielrenner.
Hij doorliep de jeugdcategorieën als nieuweling en junior en verzamelde in die beginjaren 17 overwinningen. Na 3 jaar zonder competitie door studies hernam hij in 1989 bij de Liefhebbers (nu Elite Zonder Contract) en boekte dat jaar 16 overwinningen.
Deze prestaties leverden hem een plaats op in de Nationale Militaire Wielerploeg van 1990, met onder andere Peter Van Petegem en Jo Planckaert. Hij koos er bewust voor om wielrennen als hobby te beschouwen en concentreerde zich op de regionale wedstrijden en Interclub wedstrijden. Wel nam hij in 1991 ook deel aan de Super Week in de Verenigde Staten.
Met 24 overwinningen kroonde hij zich in 1992 tot Belgisch Zegekoning bij de Liefhebbers.
Een zware val in 1996 verplichte hem tot een volledige winter van inactiviteit en hij besloot de competitie van de Belgische Wielerbond vaarwel te zeggen. Hij sloot zijn carrière af met een totaal van 112 overwinningen.